# La Ronda (Coaña)
La Ronda (oficialmente y en asturiano: A Ronda) es una aldea perteneciente a la parroquia de Villacondide, en el concejo de Coaña, comarca de Eo-Navia, Principado de Asturias, España.